# مسغن أمانوف
مسغن أمانوف Mesgen Amanov لاعب شطرنج تركمانستاني يحمل لقب أستاذ كبير.
- ولد في 6 سبتمبر 1986.
- هو أعلى لاعبي بلاده تصنيفا، ومثل وطنه أربع مرات في أولمبياد الشطرنج.
- حصل على لقب أستاذ دولي عام 2007.
- حصل على لقب أستاذ كبير عام 2009.
- بلغ تصنيف إيلو 2436 نقطة عام 2016.

## وصلات خارجية
- مسغن أمانوف على موقع الاتحاد الدولي للشطرنج (الإنجليزية)
- مسغن أمانوف على موقع مباريات الشطرنج (الإنجليزية)
- مسغن أمانوف على موقع 365Chess.com (الإنجليزية)
- مسغن أمانوف على موقع Chesstempo.com (الإنجليزية)
- مسغن أمانوف على موقع الاتحاد الأمريكي للشطرنج (الإنجليزية)
- مسغن أمانوف سجل أولمبياد الشطرنج على موقع OlimpBase.org (الإنجليزية)